# Siberut

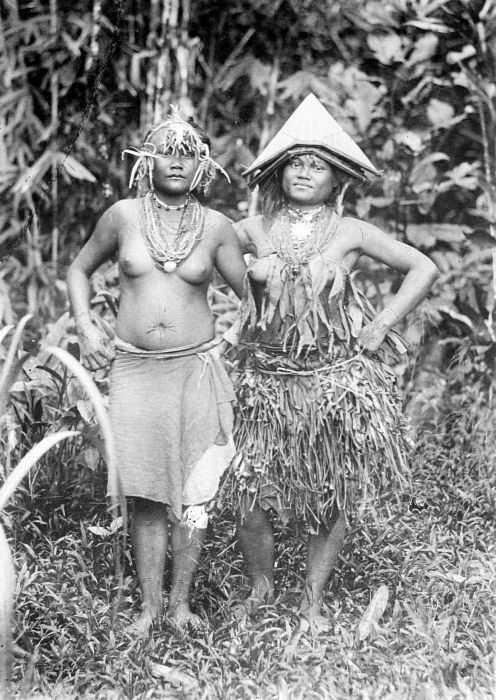
Twee vrouwen uit de Katorai-baai, Siberoet, Mentawai-eilanden.

Siberut is een eiland van 3828,5 km² net ten westen van Sumatra, Indonesië. Het eiland maakt deel uit van de Mentawai-eilanden en is onderdeel van de provincie West-Sumatra.
De zeestraat tussen Siberut en Sipora werd door de Nederlanders in het koloniale tijdperk Zeebloemstraat genoemd.
De helft van het eiland is beschermd als Nationaal Park, het Nationaal Park Siberut.
Het eiland is grotendeels begroeid met regenwoud. Buiten het reservaat wordt er op commerciële wijze bos gerooid.

## Fauna
Van de zwartnekmonarch (Hypothymis azurea), een zangvogel uit de familie Monarchidae (monarchen), is een ondersoort (H. a. leucophila) endemisch op Siberut. Verder is er een makakensoort Macaca siberu endemisch op het eiland.